# Сондерс (округ)
Округ Сондерс (англ. Saunders County) — округ, расположенный в штате Небраска (США) с населением в 20 780 человек по статистическим данным переписи 2010 года. Столица округа находится в городе Уаху.

## История
Округ Сондерс был образован в 1856 году законодательным актом Легислатуры Территории Небраска и получил своё первое официальное название в честь политика Джона Кэлхуна. В 1862 году в период Гражданской войны был переименован в честь бывшего губернатора Территории Небраска Элвина Сондерса

## География
По данным Бюро переписи населения США округ Сондерс имеет общую площадь в 1953 квадратных километров, из которых 1940 кв. километров занимает земля и 13 кв. километров — вода. Площадь водных ресурсов округа составляет 0,65 % от всей его площади.

### Соседние округа
- Додж (Небраска) — север
- Дуглас (Небраска) — восток
- Сарпи (Небраска) — восток
- Батлер (Небраска) — запад
- Касс (Небраска) — юго-восток
- Ланкастер (Небраска) — юг

## Демография
По данным переписи населения 2000 года в округе Сондерс проживало 19 830 человек, 5443 семьи, насчитывалось 7498 домашних хозяйств и 8266 жилых домов. Средняя плотность населения составляла 9,9 человек на один квадратный километр. Расовый состав округа по данным переписи распределился следующим образом: 98,49 % белых, 0,11 % чёрных или афроамериканцев, 0,29 % коренных американцев, 0,22 % азиатов, 0,01 % выходцев с тихоокеанских островов, 0,55 % смешанных рас, 0,35 % — других народностей. Испано- и латиноамериканцы составили 1,03 % от всех жителей округа.
Из 7498 домашних хозяйств в 34,20 % — воспитывали детей в возрасте до 18 лет, 62,60 % представляли собой совместно проживающие супружеские пары, в 6,70 % семей женщины проживали без мужей, 27,40 % не имели семей. 23,60 % от общего числа семей на момент переписи жили самостоятельно, при этом 11,90 % составили одинокие пожилые люди в возрасте 65 лет и старше. Средний размер домашнего хозяйства составил 2,61 человек, а средний размер семьи — 3,11 человек.
Население округа по возрастному диапазону по данным переписи 2000 года распределилось следующим образом: 27,90 % — жители младше 18 лет, 6,30 % — между 18 и 24 годами, 27,60 % — от 25 до 44 лет, 22,90 % — от 45 до 64 лет и 15,30 % — в возрасте 65 лет и старше. Средний возраст жителей округа составил 38 лет. На каждые 100 женщин в округе приходилось 99,10 мужчин, при этом на каждых сто женщин 18 лет и старше приходилось 98,10 мужчин также старше 18 лет.
Средний доход на одно домашнее хозяйство в округе составил 42 173 доллара США, а средний доход на одну семью в округе — 49 443 доллара. При этом мужчины имели средний доход в 33 309 долларов США в год против 22 922 долларов США среднегодового дохода у женщин. Доход на душу населения в округе составил 18 392 доллара США в год. 5,30 % от всего числа семей в округе и 6,60 % от всей численности населения находилось на момент переписи населения за чертой бедности, при этом 7,30 % из них были моложе 18 лет и 7,00 % — в возрасте 65 лет и старше.

## Основные автодороги
- US 6
- US 77
- Автомагистраль 64
- Автомагистраль 66
- Автомагистраль 79
- Автомагистраль 92
- Автомагистраль 109

## Населённые пункты

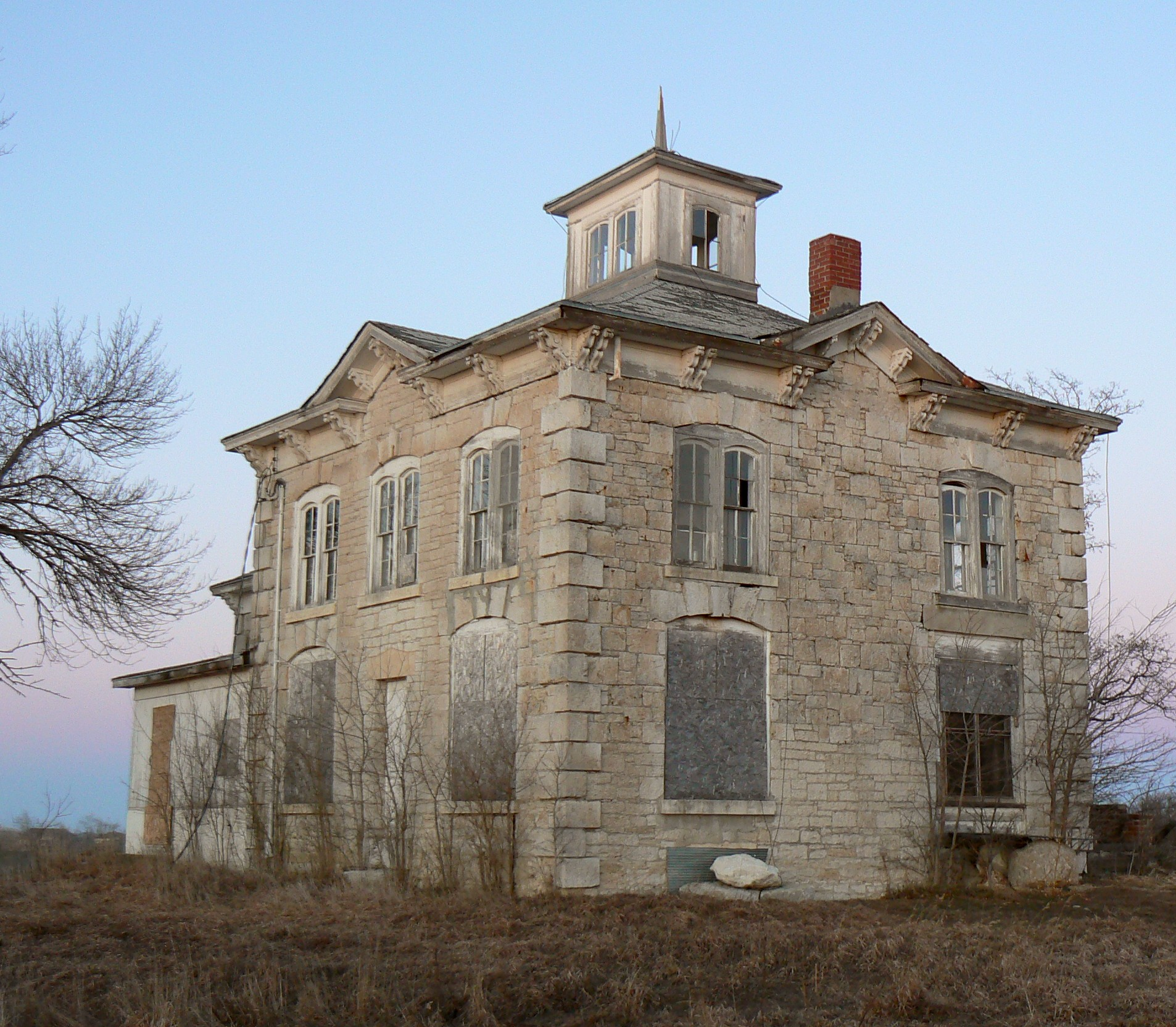
Историческое здание школы округа Сондерс

### Города
| - Ашленд - Уаху - Ютен |

### Деревни
| - Сидар-Блаффс - Сереско - Колон - Итака | - Лешара - Малмо - Мид - Мемфис | - Морс-Блафф - Праг - Валпарайсо - Уэстон |

### Тауншипы
| - Эшленд - Бохемия - Сентер - Чепмен - Честер - Клир-Крик - Дуглас - Илк | - Грин - Лешара - Марбл - Мариетта - Мэрипоса - Морс-Блафф - Ньюмен - Норт-Сидар | - Ок-Крик - Похоччо - Ричленд - Рок-Крик - Саут-Сидар - Стокинг - Юнион - Уаху |